# Cratere Makeba
Makeba è un cratere sulla superficie di Mercurio.
Il nome, adottato dall'Unione Astronomica Internazionale il 13 agosto 2024, onora la cantautrice sudafricana Miriam Makeba.